# Kanton Sauzé-Vaussais
Der Kanton Sauzé-Vaussais war bis 2015 ein französischer Wahlkreis im Arrondissement Niort, im Département Deux-Sèvres und in der Region Poitou-Charentes; sein Hauptort war Sauzé-Vaussais. Vertreter im Generalrat des Départements war zuletzt von 2004 bis 2015 Dorick Barillot (PS).
Der zwölf Gemeinden umfassende Kanton war 186,12 km² groß und hatte 5627 Einwohner (Stand: 1999).

## Gemeinden
| Gemeinde              | Einwohner Jahr | Fläche km² | Bevölkerungsdichte | Code INSEE | Postleitzahl |
| --------------------- | -------------- | ---------- | ------------------ | ---------- | ------------ |
| Les Alleuds           | 273 (2013)     | –          | – Einw./km²        | 79006      | 79190        |
| Caunay                | 176 (2013)     | –          | – Einw./km²        | 79060      | 79190        |
| La Chapelle-Pouilloux | 180 (2013)     | –          | – Einw./km²        | 79074      | 79190        |
| Clussais-la-Pommeraie | 590 (2013)     | –          | – Einw./km²        | 79095      | 79190        |
| Limalonges            | 855 (2013)     | –          | – Einw./km²        | 79150      | 79190        |
| Lorigné               | 288 (2013)     | –          | – Einw./km²        | 79152      | 79190        |
| Mairé-Levescault      | 568 (2013)     | –          | – Einw./km²        | 79163      | 79190        |
| Melleran              | 522 (2013)     | –          | – Einw./km²        | 79175      | 79190        |
| Montalembert          | 263 (2013)     | –          | – Einw./km²        | 79180      | 79190        |
| Pers                  | 70 (2013)      | –          | – Einw./km²        | 79205      | 79190        |
| Pliboux               | 209 (2013)     | –          | – Einw./km²        | 79212      | 79190        |
| Sauzé-Vaussais        | 1.613 (2013)   | –          | – Einw./km²        | 79307      | 79190        |